# Juin 1805

## Événements
- 4 juin, Guerre de Tripoli : un traité de paix est signé, l'administration de Thomas Jefferson accepte de payer une rançon de soixante mille dollars contre des prisonniers américains mais les États-Unis sont libérés de l’obligation de payer tribut aux Tripolitains. À compter de cette date, une escadre américaine mouillera en Méditerranée en permanence, exception faite de la période de la guerre de Sécession[1].
  - Le pacha de Tripoli renonce à percevoir un tribut des États-Unis, mais les actes de piraterie continuent[2].

- 11 juin : Détroit subi un incendie dévastateur.

- 16 juin : l’Autriche rejoint la Troisième Coalition[3].

- 30 juin : la Ligurie est annexée à la France et divisée en trois départements[4].

## Naissances
- 2 juin : Adolphe Noël des Vergers (mort en 1867), archéologue et historien français.
- 8 juin : Jean Bricourt (mort en 1879), homme politique belge.
- 9 juin : Johann Friedrich Klotzsch (mort en 1860), pharmacien et botaniste allemand.
- 10 juin : Victor Baltard, architecte français († 13 janvier 1874).
- 21 juin : Charles Thomas Jackson (mort en 1880), médecin, chimiste, géologue et minéralogiste américain.

## Décès
- 19 juin : Louis Jean François Lagrenée, peintre français (° 30 décembre 1724).